# Мехея (Техас)
Мехея (англ. Mexia) — місто (англ. city) в США, в окрузі Лаймстоун штату Техас. Населення — 6893 особи (2020).

## Географія
Мехея розташована за координатами 31°40′50″ пн. ш. 96°28′59″ зх. д. / 31.68056° пн. ш. 96.48306° зх. д. (31.680682, -96.483131). За даними Бюро перепису населення США в 2010 році місто мало площу 18,90 км², з яких 18,64 км² — суходіл та 0,26 км² — водойми.

## Демографія
Згідно з переписом 2010 року, у місті мешкало 7459 осіб у 2499 домогосподарствах у складі 1700 родин. Густота населення становила 395 осіб/км². Було 2866 помешкань (152/км²).
Расовий склад населення:
| - 48,0 % — білих - 31,7 % — чорних або афроамериканців - 0,6 % — корінних американців - 0,6 % — азіатів - 0,1 % — вихідців з тихоокеанських островів - 17,1 % — осіб інших рас |

До двох чи більше рас належало 1,9 %. Частка іспаномовних становила 28,0 % від усіх жителів.
За віковим діапазоном населення розподілялося таким чином: 27,4 % — особи молодші 18 років, 59,8 % — особи у віці 18—64 років, 12,8 % — особи у віці 65 років та старші. Медіана віку мешканця становила 33,3 року. На 100 осіб жіночої статі у місті припадало 99,4 чоловіків; на 100 жінок у віці від 18 років та старших — 96,1 чоловіків також старших 18 років.
Середній дохід на одне домашнє господарство становив 48 526 доларів США (медіана — 30 857), а середній дохід на одну сім'ю — 57 015 доларів (медіана — 37 192). Медіана доходів становила 26 620 доларів для чоловіків та 23 107 доларів для жінок. За межею бідності перебувало 26,8 % осіб, у тому числі 39,6 % дітей у віці до 18 років та 10,4 % осіб у віці 65 років та старших.
Цивільне працевлаштоване населення становило 3003 особи. Основні галузі зайнятості: освіта, охорона здоров'я та соціальна допомога — 47,3 %, виробництво — 13,3 %, роздрібна торгівля — 7,8 %, мистецтво, розваги та відпочинок — 6,6 %.